# Cordylus mclachlani
Cordylus mclachlani är en ödleart som beskrevs av  Victor Mouton 1986. Cordylus mclachlani ingår i släktet Cordylus och familjen gördelsvansar. IUCN kategoriserar arten globalt som sårbar. Inga underarter finns listade i Catalogue of Life.